# Dactylaria humicola
Dactylaria humicola är en svampart som beskrevs av G.C. Bhatt & W.B. Kendr. 1968. Dactylaria humicola ingår i släktet Dactylaria, ordningen disksvampar, klassen Leotiomycetes, divisionen sporsäcksvampar och riket svampar.   Inga underarter finns listade i Catalogue of Life.